# Parcul Național Nijneaia Kama
Parcul Național Nijneaia Kama (în rusă Национальный парк Нижняя Кама, în traducere literală „Kama Inferioară”) este un parc național din centrul Rusiei, situat în raioanele Tukaievski⁠(d) și Ielabujski⁠(d) din Tatarstan. A fost înființat la 20 aprilie 1991 pentru a proteja pădurile de conifere (mai ales pin) de pe malurile râului Kama.

## Locație și geografie
Parcul constă din trei zone izolate între ele. Două din acestea — Mali Bor și Tanaiavskaia Dacea — se află în apropierea orașului Ielabuga, pe malul drept al Kamei, în timp ce a treia, Bolșoi Bor, se află pe peninsula de pe malul stâng al Kamei, lângă orașul Naberejnîe Celnî. În limitele parcului, pe Kama este amenajat lacul de acumulare Nijnekamsk⁠(d). Malul drept al râului este abrupt, cu ravene. Râul Toima⁠(d) este cel mai mare afluent al Kameni din zona parcului. Malul stâng are pante mai line. În aval de baraj, cursul Kamei este meandrat, iar pajiștile de pe malul drept aparțin și ele parcului.

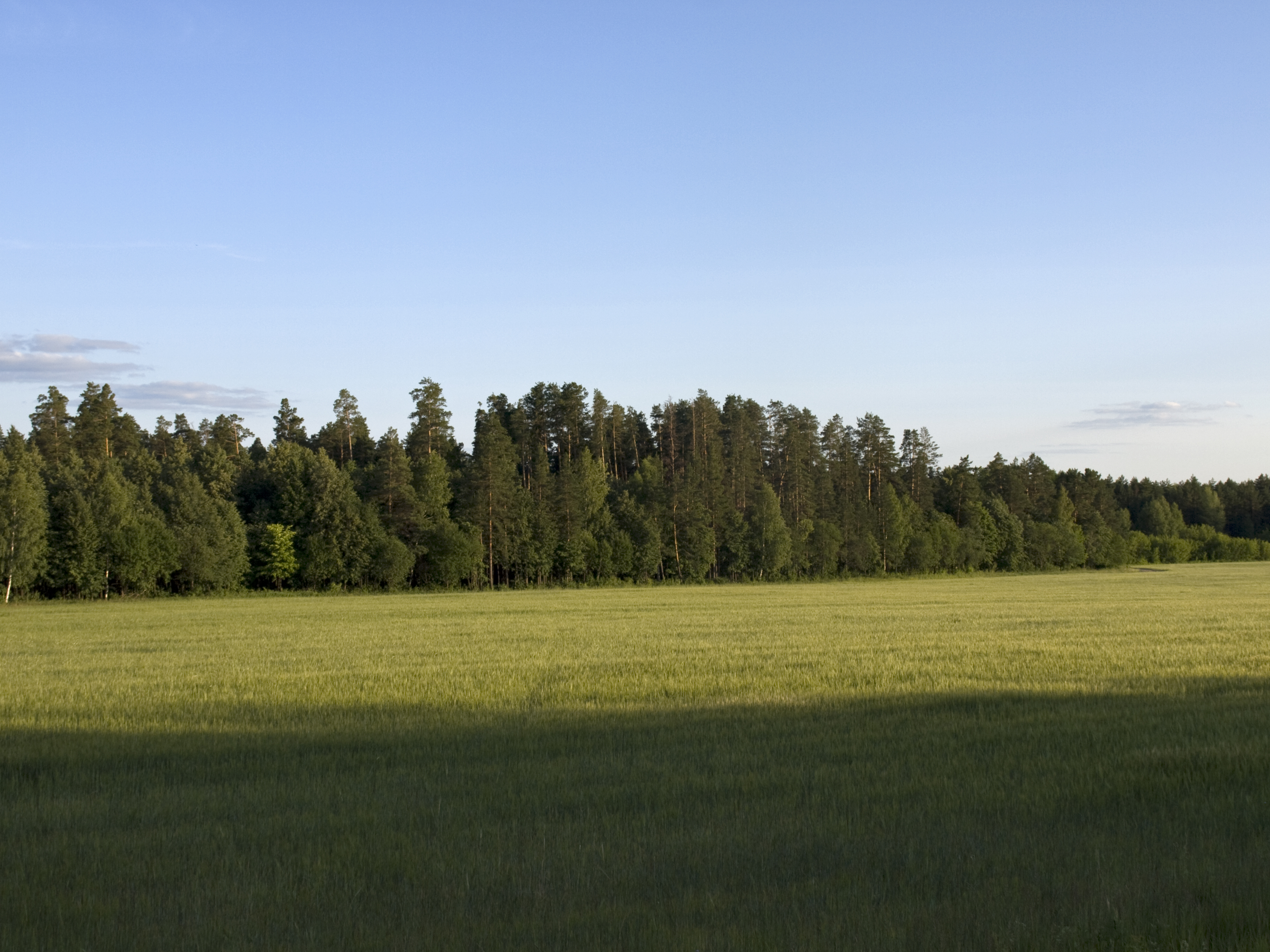
Mali Bor
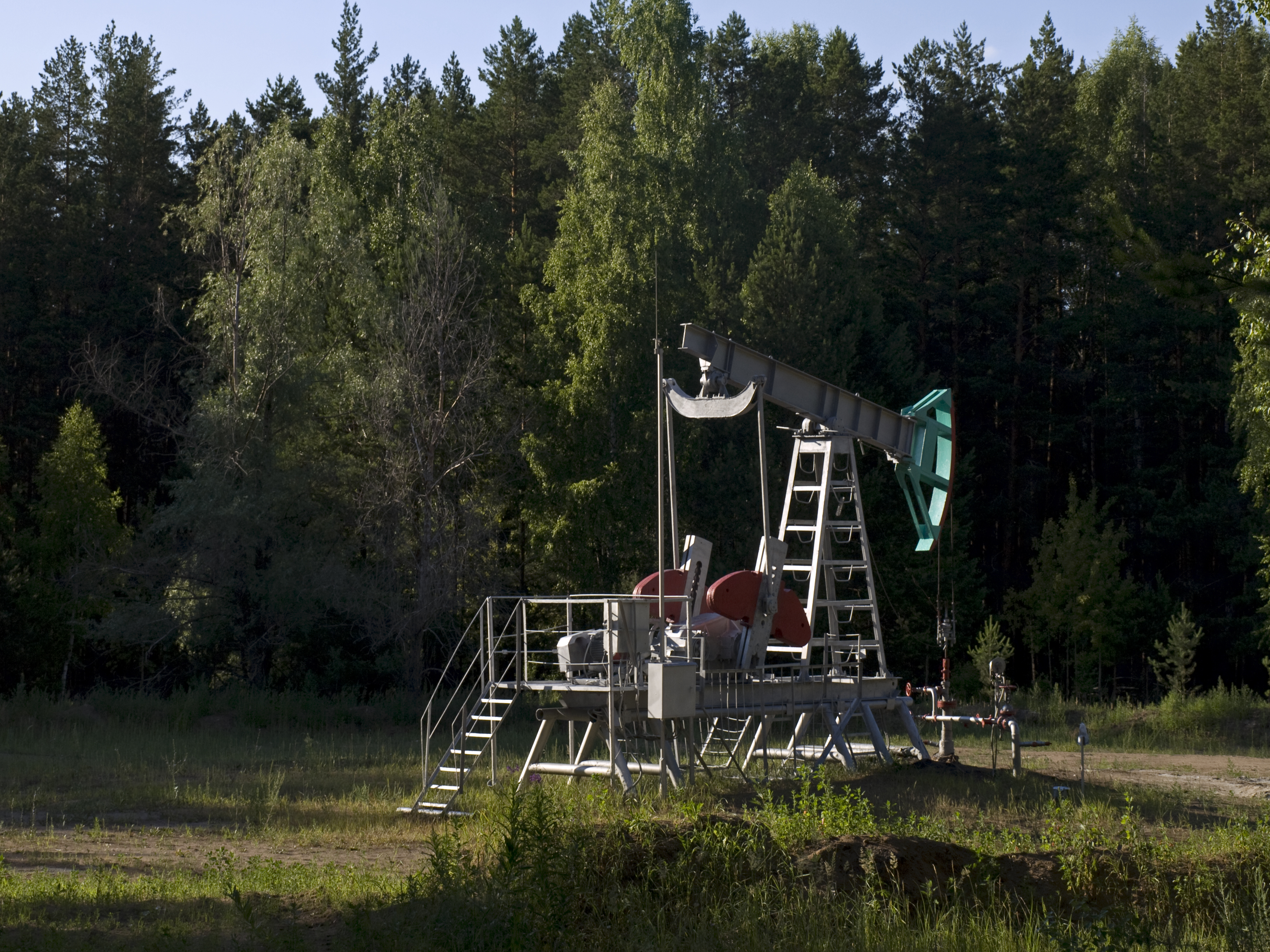
Sondă de petrol în Parcul Național Nijneaia Kama (aproape de satul Pospelovo)
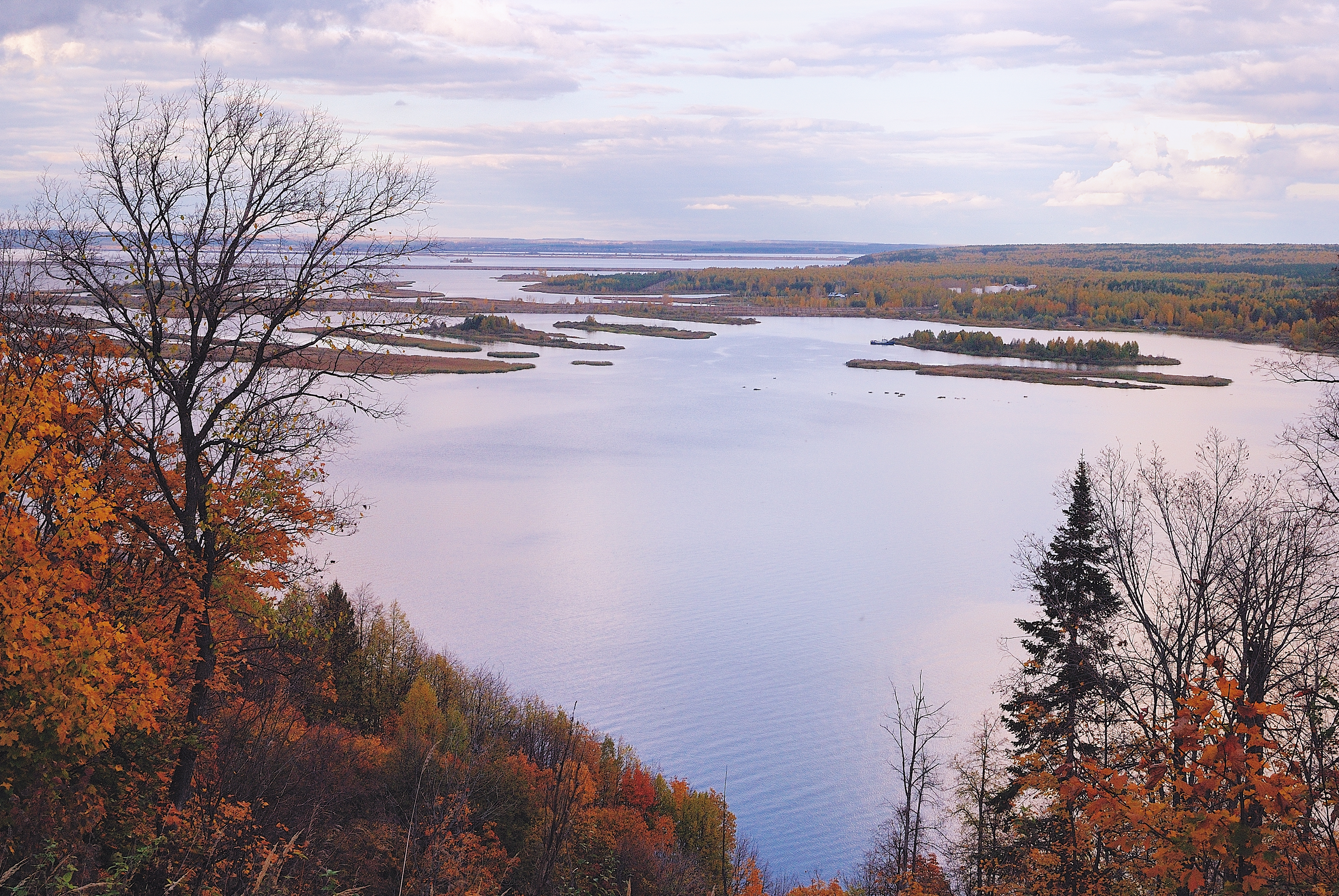
Ielabuga, pe Kama inferioară

## Fauna
Printre mamiferele mari, larg răspândite în parc, se numără elanul, căprioara, mistrețul, râsul, viezurele, castorul eurasiatic, și  enotul. Există mai multe specii de lilieci, dintre care unele sunt rare. Parcul are peste 190 de specii de păsări, 6 specii de reptile, 10 specii de amfibii, și 16 specii de pești.

## Flora
Împrejurimile lacului de acumulare Nijnekamsk sunt acoperite de păduri. Pădurea este prezentă și mai departe de malurile lacului, în pâlcuri izolate. Dintre copaci, cele mai frecvente specii sunt pinul (65,4% din zona împădurită), mesteacănul (19%) și plopul tremurător (6%). O parte din pădure a fost plantată.